# WSJT
WSJT (Weak Signal communications, by K1JT) beziehungsweise WSJT-X als deren aktuelle Version, ist eine Gruppe von Übertragungsprotokollen und eine freie Amateurfunk-Software zur Kommunikation mithilfe von schwachen Signalen. Sie wurden vom Funkamateur und Nobelpreisträger für Physik Professor Joseph Hooton Taylor, Jr. (Amateurfunkrufzeichen K1JT) entwickelt. Die digitale Signalverarbeitung durch WSJT macht es für Funkamateure wesentlich einfacher, bestimmte Ausbreitungsarten wie Meteorscatter und Erde-Mond-Erde zu nutzen. Es hat auf UKW die früher für sehr schlechte Übertragungswege übliche Morsetelegrafie abgelöst.

## Geschichte
Joe Taylor hatte die Idee, die Soundkarte eines PCs als Analog-Digital-Wandler zu nutzen, um beispielsweise analoge Radiosignale in digitale Daten für die Verarbeitung in einem Computer zu konvertieren oder analoge Audiosignale mit verschiedenen Modulationsschemata für die Übertragung zu erzeugen. Als Alternative zum Morse-Verfahren entwickelte er mit WSJT ein einfaches Verfahren zur digitalen Text-Kommunikation, das mit wesentlich geringeren Sendestärken auskommt.
WSJT wurde ursprünglich im Jahr 2001 veröffentlicht. Seitdem gab es mehrmals größere Revisionen, bei der weitere Kommunikationsmodi hinzugefügt oder entfernt wurden. Seit 2005 ist die Software als Open-Source-Software unter GNU General Public License freigegeben worden. Obwohl Joe Taylor als ursprünglicher Entwickler noch immer als Maintainer tätig ist, beteiligen sich derzeit mehrere Programmierer an der Weiterentwicklung der Software.
Die erste Programmversion datiert aus dem Jahr 2001. Unterstützt werden die Betriebsarten FSK441, JT65 (in älteren Versionen JT44) und, seit der Betaversion 7.01, Weak Signal Propagation Reporter (WSPR) im QSO-Modus. WSJT ist ein Open-Source-Projekt. Es gibt Software-Varianten für Windows, Linux und FreeBSD. Die ausführbaren Programmteile, Quellcodes und Programmbeschreibungen sind frei verfügbar und können auf andere Plattformen portiert werden.

## WSJT-X

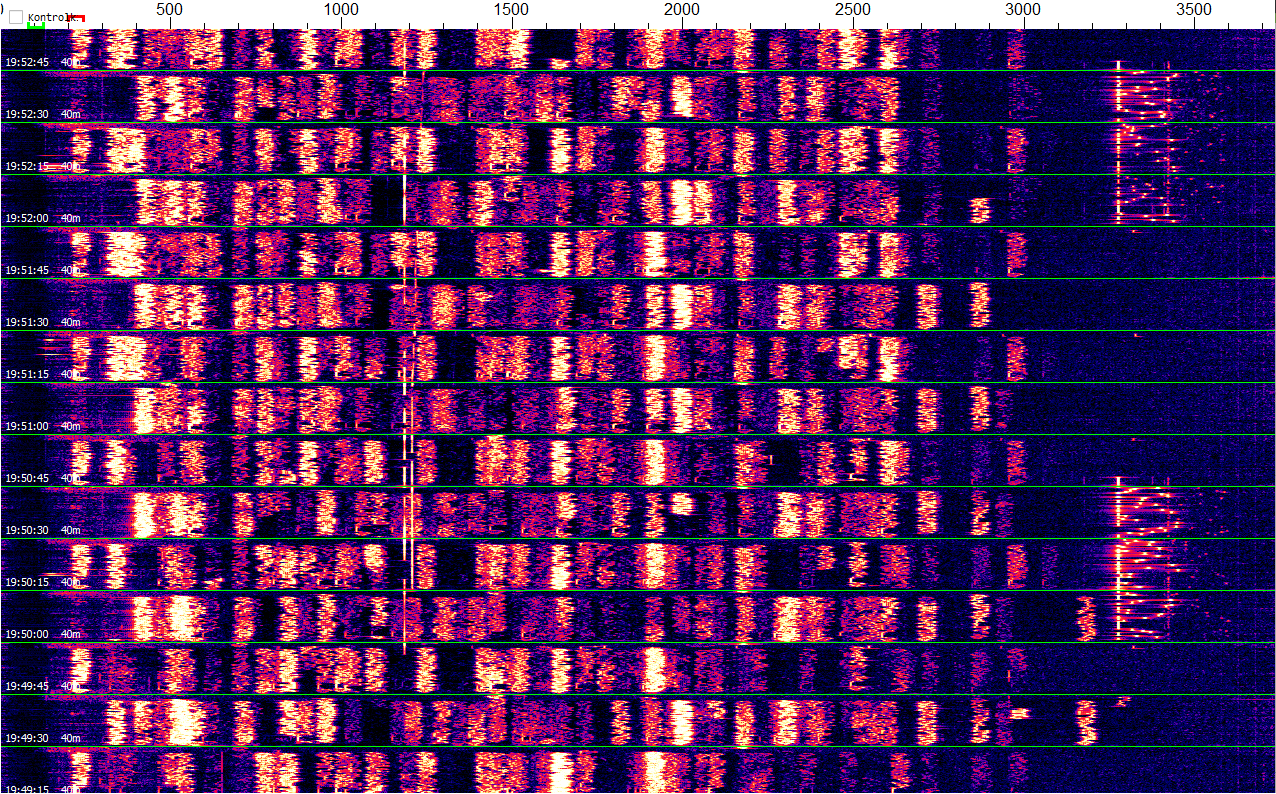
Ein Wasserfalldiagramm für FT8-Signale (Bandbreite 50 Hz) im 40-Meter-Band und für JT65 rechts (Bandbreite 180 Hz)

Die aktuelle Version WSJT-X implementiert neben den neuen Betriebsarten FT8, FT4, JT4, JT9, JT65, QRA64 und ISCAT auch MSK144 und WSPR. Somit deckt WSJT-X alle von K1JT entwickelten Betriebsarten für Lang-, Mittel-, Kurz-, Ultrakurz- sowie Zentimeterwelle, inklusive der für Erde-Mond-Erde bevorzugten JT65 und QRA64 sowie der optimierten Betriebsart JT4, ab. Somit wird auch für WSPR keine zusätzliche Software, wie WSPR oder WSPR-X mehr benötigt. Darüber hinaus verfügt WSJT‑X über einen speziellen SWL Mode, der auch Kurzwellenhörern (englisch Short Wave Listener) die Dekodierung der diversen Betriebsarten ermöglicht.
Im Jahr 2018 wurde die Version 2.0 veröffentlicht, welche insbesondere in den Betriebsarten FT8 und MSK144 Verbesserungen brachte. Da auch die Version vom 26. Februar 2019 in den genannten Betriebsarten nicht abwärtskompatibel zu Vorgängerversionen ist und diese somit nicht miteinander kommunizieren können, wird in  empfohlen, dass die ältere Version nicht mehr zum Einsatz kommt.

## Varianten der Übertragungsverfahren

### WSJT für Meteorscatter
FSK441 wurde für Hochgeschwindigkeits-Meteorscatter-Verbindungen entwickelt und nutzt die kurzen ‚Pings’ aus, die durch Reflexionen an ionisierten Meteoroidenbahnen in etwa 100 Kilometern Höhe über der Erde entstehen. Diese ‚Pings’ liegen normalerweise ein paar Dezibel über dem Grundrauschen und können von 10 bis zu einigen 100 Millisekunden andauern. Für gewöhnlich nutzen Funkamateure diese Betriebstechnik während Meteorschauern. FSK441 macht somit Verbindungen von etwa 800 bis 2200 Kilometern auf den VHF-Bändern (50 MHz und 144 MHz) möglich. Die Schrittgeschwindigkeit beträgt 441 Baud.

### WSJT für Erde-Mond-Erde und Kurzwelle
JT65 hingegen wurde zum Dekodieren sehr schwacher Signale mit annähernd konstanter Signalstärke entwickelt. Es verwendet MFSK mit 65 verschiedenen Tönen. Das Verfahren ist in der Lage, Signale zu übermitteln, die 10 Dezibel und mehr unter dem Pegel liegen, der für eine Telegrafie-Verbindung benötigt wird. Somit ist JT65 die ideale Betriebsart für Troposcatter, Ionoscatter und EME-Verbindungen. Insbesondere kleinere Amateurfunk-Stationen profitieren davon, da EME-Verbindungen mit deutlich geringerem Aufwand als mit den bisherigen Methoden geführt werden können. Seit 2006 wird JT65A auch erfolgreich von zahlreichen QRP-Stationen auf Kurzwelle (zum Beispiel auf 14076 kHz USB) benutzt. Die Varianten JT65A, JT65B und JT65C unterscheiden sich in den gesendeten Tonintervallen 5,4 Hz, 10,8 Hz oder 21,6 Hz.
Im WSJT-Modus JT65 befindet sich eine Besonderheit, die bei der Dekodierung von extrem schwachen Signalen hilfreich ist, der sogenannte „deep-search“-Modus. Dieser Modus ist für den Empfang einstellbar und ermöglicht einen Abgleich der empfangenen Signale mittels einer bekannten Signaturdatenbank.
Taylor beschränkte sich in WSJT auf einen begrenzten Suchbereich der bekannten Signaturdatenbank, da aufgrund der begrenzten Rechenleistung handelsüblicher PCs das Durchprobieren aller möglichen Kombinationen sehr lange dauert. Mit der implementierten Suchroutine ist es möglich, eine Dekodierung der erwünschten Informationen innerhalb kurzer Zeit auch auf leistungsschwachen PCs durchzuführen.
Eine Erweiterung der Signaturdatenbank ist in der Software WSJT bzw. mit einem Texteditor unter Beachtung der dort eingestellten Syntaxregeln möglich.

### WSJT auf dem 6-Meter-Band
JT6M ist für Meteor- und Ionoscatter im 6-Meter-Band optimiert.

### WSJT für Mittel- und Langwelle
Der Modus JT9 ähnelt JT65, ist aber für die Amateurfunkbänder auf Mittel- und Langwelle ausgelegt, wo es stärkeres Rauschen gibt. Die Sendeintervalle dauern 1, 2, 5, 10 oder 30 Minuten. Bei der Betriebsart mit einem 30-Minuten-Sendeintervall beträgt die Bandbreite lediglich 0,4 Hz.